# Масбате (провинция)
Масба́те (таг. Masbate) — островная провинция Филиппин, расположена в Бикольском Регионе страны. Административный центр — город Масбате. Кроме острова Масбате в провинцию входят ещё два небольших островка: Тикао и Буриас.

## Географическое положение
Остров Масбате географически считается центром Филиппинского архипелага. С севера остров ограничен проливами Тикао и Буриас, с востока — проливом Сан-Бернардино, с юга — морем Висаян, с запада — морем Сибуян. Соседние провинции — Албай, Южный Камаринес и Сорсогон.

## История
Когда в 1569 году капитан Луис Энрикес де Гусман бросил якорь у берегов Масбате, и основал здесь поселение, местное население уже вело торговлю с китайскими купцами. Китайцы посещали этот регион ещё во времена империй Маджапахит и Шри-Виджайя. Среди археологических находок встречается фарфор, датируемый X веком, — найден в поселении Каланай (Аророй) в 1930 году. Испанцы начали христианизацию местных жителей. Падре Алонсо Хименес был первым миссионером на острове Масбате, а также на о-вах Буриас, Лейте и Самар. С этого времени начался период испанского господства.
В 1864 году Масбате была объявлена отдельной провинцией, отделенной от Албая. Первым административным центром был Гиом, затем — Тикао. В период правления президента Эмилио Агинальдо столицей провинции стал город Масбате. В 1900 году в Масбате приходят американцы. В 1942 году начинается японская оккупация. Японцы ограничили экономику островов, оставив населению право заниматься только рыбной ловлей. Преобладала бартерная торговля. Начали распространяться болезни. В провинции шла освободительная борьба. Губернатор Матео Пексон не вступал с японцами в сговор, правительство было эвакуировано в Гиом, а Пексон был арестован и отправлен в Кавите. Чуть позже повстанцы провинции присоединились к повстанцам с Центрального Лусона. Члены правительства провинции, которые подписали соглашение с японцами, после освобождения были арестованы и подвергнуты наказанию.
Фактически Масбате был освобождён в апреле 1945 года, документально это было закреплено 11 мая 1945 года.

## Население
По данным переписи 2010 года население провинции составило 834 650 человек.

### Языки
Большая часть населения говорит на языках бисакол (бикол) и масбатеньо. Наряду с ними распространены тагальский и висайские языки, в частности хилигайнон, который известен ещё как илонго. 27 % населения говорит также на себуано. Используется английский.

### Религия
Преобладающая религия — католицизм (85 %). Епархия Масбате была основана в марте 1968 году путём отделения от епархии Сорсогона; входит в архиепархию Касереса. Покровитель провинции — святой Антоний Падуанский.

### Образование
Крупнейшие образовательные учреждения: Высшая национальная всесторонняя школа Масбате и Государственный сельскохозяйственный и технологический Колледж им. Эмилио Эспиносы. Действует ещё ряд колледжей, младших и средних школ, а также несколько церковных образовательных учреждений.

## Административное деление

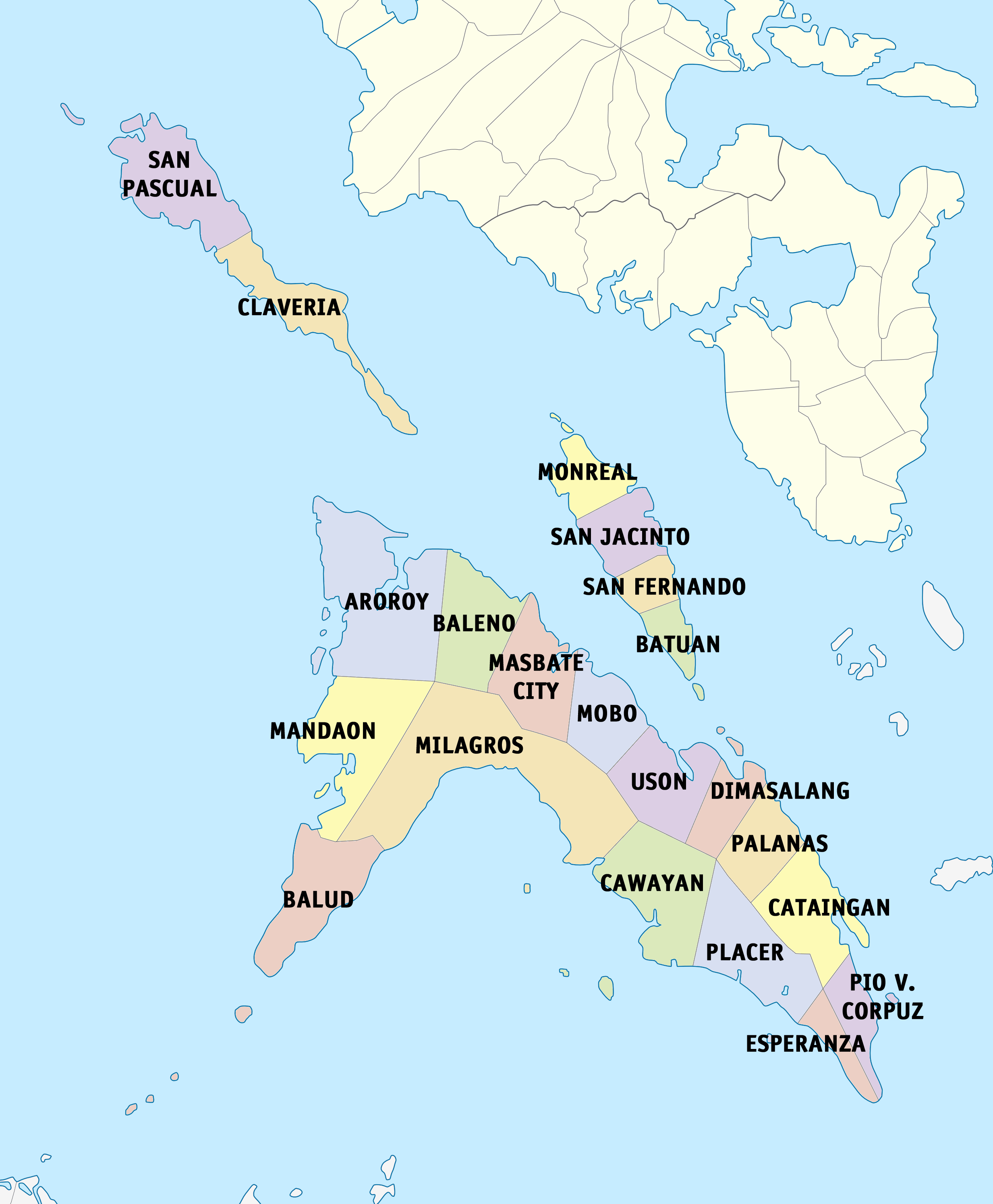
Административная карта провинции Масбате

В административном отношении провинция делится на 1 город 20 муниципалитетов:
| - Аророй - Балено - Балуд - Батуан - Катаинган - Каваян - Клаверия - Димасаланг - Эсперанса - Мандаон | - Милагрос - Мобо - Монреаль - Паланас - Пио. В. Корпус - Пласер - Сан-Фернандо - Сан-Хасинто - Сан-Паскуаль - Усон |

## Экономика
Масбате классифицируется, как провинция 1 класса. Ресурсы позволяют развивать здесь сельское хозяйство, основными продуктами которого являются: рис, зерновые, кокосовая пальма и корневые культуры. Продукты питания и промышленные товары вывозятся в соседние регионы: в провинции региона Бикол, Себу, Панай, Манилу, которые связаны с Масбате морскими путями и авиалиниями. Острова провинции снабжены сетью дорог, из которых многие заасфальтированы. Имеются мосты. Из транспорта наиболее развит автомобильный.
Развиты также ловля рыбы и производство копры. Из промышленных отраслей наиболее развита строительная, производящая стройматериалы, керамику, кровлю и прочее. Среди других провинций страны Масбате также выделяется большими запасами минеральных ресурсов: золота, серебра, меди, хрома, марганца, железа, каменного угля, известняка и гуано. Геологи, ведущие разведку полезных ископаемых, называют Масбате провинцией, «сидящей на мешке с золотом». В разработке месторождений принимают участие иностранные компании.